# Der Fall Franza
Der Fall Franza ist ein unvollendeter Roman von Ingeborg Bachmann, den sie 1966 abbrach. Im selben Jahr las die Autorin im NDR Hannover aus dem Werk. Ingeborg Bachman hat in dem Fragment unter anderem ihre Reise durch Ägypten und Sudan im Frühjahr 1964 verarbeitet. Der Text aus dem Romanzyklus „Todesarten“ erschien 1978 im Piper Verlag. Das Werk wurde 1986 von Xaver Schwarzenberger für das Fernsehen verfilmt. Elisabeth Trissenaar spielte die Franza und Gabriel Barylli ihren Bruder Martin (Drehbuch: Rolf Basedow).
Franza sehnt sich nach dem Tode. Nachdem sie am Fuße der großen Pyramide von Gizeh von einem Weißen vergewaltigt worden ist, schlägt sie sich an einem der Quader den Kopf ein und stirbt anderntags in Kairo.

## Inhalt

### Heimkehr nach Galicien
Bevor der 28-jährige Geologe Dr. Martin Ranner eine Studienreise ins nordöstliche Afrika antritt, muss er noch auf einen „SOS-Ruf“ seiner 33-jährigen einzigen Schwester Franza reagieren. Sie hat aus Wien telegraphiert.
In Kärnten aufgewachsen, hatte Franza nach dem Kriege das Studium der Medizin aufgenommen, abgebrochen und Hals über Kopf den wesentlich älteren renommierten Psychiater und Psychoanalytiker Prof. Dr. Leopold Jordan geheiratet. Später hatte sie der Gatte zu einer Abtreibung genötigt und in eine Klinik gesteckt. Daraus war Franza die Flucht gelungen.
Martin gibt die Suche nach der Verschwundenen in Wien auf und findet die Schwester im großelterlichen Haus (die Eltern sind verstorben) in Galicien, einem Dorf im Gailtal. Franza – eigentlich Frau Franziska Jordan, geborene Ranner – will mit nach Ägypten und zwar ohne Rückfahrkarte. Ihren Pass hat sie schon entsprechend gefälscht. Martin muss das Ansinnen bei dem sehr schlechten gesundheitlichen Zustand der Schwester ablehnen. Diese Frau, die ihre schwachen Restkräfte aus der Wiederbegegnung mit der Landschaft ihrer Jugendzeit schöpft, setzt sich durch.

### Jordanische Zeit
Martin, der Franza helfen möchte, steht vor Schwierigkeiten. Die Geschwister haben sich seit Franzas Wiener Jahren auseinandergelebt. Zudem spricht die schwer kranke Schwester eigentlich äußerst selten Klartext. Und überhaupt, wenn Martin ihr schon einmal nahe ist, so zählt das doch zu den seltenen Momenten.
Im Blick zurück kommt Franza jeder Tag mit dem Professor wie eine Schande vor. Sie sei bereits Jordans dritte Frau. Die Vorgängerin habe sich mit Stadtgas vergiftet. Jordan habe Franza analysiert wie eine Patientin – so lange, bis nichts mehr übrig geblieben wäre als ein Befund. Jordan habe Franza Zittern gemacht, habe ihr alles genommen, sogar ihr „Strahlen“. Martin kann Franza nicht folgen, wenn sie Jordans Verhalten ihr gegenüber faschistisch nennt. Franza versteht nicht, warum Jordan sie vernichten will. Martin sieht nicht, was eine eheliche Auseinandersetzung mit Faschismus zu tun haben soll. Franza bleibt dabei. Sie habe über längere Zeit hinweg Notizen ihres Mannes gelesen. Der Professor hat den „Fall Franza“ in einem „großartigen Versuch“ psychologisch unter die Lupe genommen.

### Die ägyptische Finsternis
Martin will der Schwester helfen. Nach seiner Ansicht muss der Gedanke an Jordan in Franza unbedingt völlig ausgelöscht werden. Aber wie? Martin meint, Franza müsse mit jemand schlafen. Zur Not täte er es vielleicht selbst. Franzas Verdopplungserlebnis – sie meint für eine nicht allzu lange Zeit aus zwei auf den Rücken liegenden Körpern zu bestehen – könnte darauf hindeuten.
Die Todkranke macht den in Kairo untergetauchten SS-Hauptsturmführer Dr. Kurt Körner ausfindig. Franza ist Mitautorin eines Buches ihres Ehemannes. Daran geht es um Spätschäden nach Versuchen an weiblichen Häftlingen in Dachau und Hartheim. Sie kennt Körner aus dem Kapitel „Euthanasieprogramm“ dieses Buches. Franza will eine Spritze mit einer garantiert letalen Dosis kaufen. Körner nimmt vor ihr Reißaus. Endlich hat Franza den Spieß umgedreht; hat einen der Repräsentanten des Patriarchats das Fürchten gelehrt. Männer sind für Franza gewalttätige, schlechte Menschen. Zum Beispiel Jordan ist einer. Er hat ihre Mitautorschaft an dem oben genannten Fachbuch unterschlagen.
Gegen Abend möchte Martin eine der Pyramiden erklettern. Franza begleitet den Bruder und wartet am Fuß des Bauwerkes. Das Unheil nimmt seinen Lauf (siehe Artikelkopf).

## Zitate
- „Die Angst ist... der massive Angriff auf das Leben.“[18]
- „Wieviel hält ein Mensch aus, ohne zu krepieren?“[19]

## Form
Das Fragment ist schwer verdauliche Kost. Zudem ist die wörtliche Rede der Protagonisten Franza und Martin – durchweg ohne jedes Anführungszeichen – manchmal nicht auf den ersten Blick separierbar; besonders, wenn sich ein Dialog in einem Absatz abspielt. Herrmann vermutet, Ingeborg Bachmann habe in vorliegendem Fragment mehrere Erzählweisen probiert. Tabah hat den Eindruck, der Versuch Ingeborg Bachmanns, den Fall Franza aus der Sicht des Bruders Martin zu begreifen, sei gescheitert. Kleine Schritte vorwärts bei der Ausforschung ihrer Krankheit glückten Franza nur, sobald sie sich vom Bruder absondere. Nach Albrecht tangiere der tiefere Textsinn die Relation von Franzas Vita zur Weltgeschichte. Bei solcher Betrachtung schneide die Erzählerin Franza schlecht ab, weil sie sich als Opfer stilisiere.

## Rezeption
- Kaiser[23] nennt Franza ein „Nervenbündel“, das aus Todesangst vor dem Gatten mit dem Bruder aus Europa flüchte.
- Krolow[24] heißt den bitteren Bericht über Franzas Todesart ein ironisch-feierliches Requiem.
- Ross[25] verreißt die ideologisch angefärbte Poesie und findet für den anspielungsreichen, verschlüsselten Text eine Kurzformel: An allem Unglück sind die weißen Eroberer schuld.
- Graf Schwerin[26] blickt tiefer. Er betrauert in Ingeborg Bachmann einen einsamen, leidenden Menschen.
- Grimkowski[27] macht auf ein Faktum aufmerksam: Prof. Jordan kommt überhaupt nicht zu Wort. Er sei es auch nicht wert.

## Interpretation

### Krankheit
Der „Fall“ im Romantitel sei im Sinne von Krankheitsfall gemeint. Krankheit sei kein Schicksal, sondern Ergebnis sozialer Einwirkungen auf den Körper der Kranken.

### Inzest
Auf der Suche nach Franzas Krankheitsursache belegt Stuber. den Eindruck, Franza könnte als Jugendliche vom eigenen Vater sexuell missbraucht worden sein, mit drei Verweisen auf den teilweise nicht edierten Nachlass aus den Jahren 1968 und 1969: Martin erzählt aus seiner Kinderzeit. Zu der habe sich Franza einmal mit Schlaftabletten umbringen und obendrein noch ins Wasser gehen wollen Franzas Leid im Vaterhaus wiederholt sich – so scheint es – in der Ehe mit Jordan.
Auf ihrer Gratwanderung zwischen Wirklichkeit und Fiktion zitiert Morrien Haubls „Die Sprache des Vaters im Körper der Mutter“ als Grundierung für ihre Textinterpretation des „Vatersuchbilds“. Zudem werden die Rolle der Mutter Franzas und des Bruders Martin im Verein mit Ingeborg Bachmanns Erörterung des Freudschen Ödipuskonfliktes und der Kastrationsangst für den Fall Franza betrachtet.

### Geschwisterliebe
Vermutungen zu der Bruder-Schwester-Beziehung werden zuhauf angestellt. Mehrere Autoren – zum Beispiel Geesen, von Jagow Grimkowski und auch Stuber – nehmen den Isis-Osiris-Mythos als Ausgangspunkt für die Eruierung solcher Fragen wie: War das nun Inzest zwischen Franza und Martin? Durch jenen Mythos werde nach von Jagow die Lesbarkeit des Fragments gleichsam garantiert. Dabei durchsucht der Leser den Text vergeblich nach Isis und Osiris. Geesen hilft mit zwei Verweisen auf Franzas „Kult-Satz“ weiter. In dem Satz, so erzählt Martin, ist die Wendung „unter hundert Brüdern“ oder auch „Unter hundert Brüdern dieser eine. Und er aß ihr Herz.“ enthalten. Das nun stammt aus Musils 1923 entstandenem Gedicht „Isis und Osiris“. Dort heißt es
Aller hundert Brüder dieser eine,
Und er ißt ihr Herz, und sie das seine.
Beicken verneint obige Frage nach dem Geschwisterinzest. Das erscheint als glaubhaft, denn eigentlich kann sich Franza nur an den Bruder wenden und an niemanden sonst.

### Topoi
Martin kehrt per Bahn in sein Heimatdorf Galicien zu seiner Schwester Franza heim. Obwohl die Nachbarorte Dobrowa und Tschinowitz existieren, obwohl die Gail und der Zillerbach durch diese Gegend fließen, gibt es in Kärnten keine Ortschaft Galicien. Reitani betont die illusionäre Komponente des Textes und arbeitet in dem Zusammenhang mehrere mögliche Bedeutungen von „Galicien“ heraus. So sei Galicien nicht nur ein fingiertes Dorf in Kärnten, sondern stehe für einen Landstrich in der alten Donaumonarchie. Galicien könnte als Denkmal für die in Galizien aufgewachsenen Joseph Roth, Soma Morgenstern, Mascha Kaléko und Martin Buber gelten. Die Heimat der Romanfiguren wird mit dieser Konnotation als eine verlorene und gleichzeitig idealisierte gekennzeichnet, als ein Gebiet mit einer Gemeinschaft vieler Kulturen. Aber eigentlich geht es Reitani, wenn er von Illusion spricht, um den biblischen Hintergrund des Romanfragments. Der Titel „Das Buch Franza“, den Monika Albrecht und Dirk Göttsche für eine neuere Ausgabe des Romans gewählt hätten, sei demnach tiefer als der oberflächliche, psychologisch untermauerte Titel „Der Fall Franza“.

### Faschismus
Ingeborg Bachmanns Arbeit am Manuskript koinzidiere mit dem Auschwitzprozess. Eberhardt versteht den Text auch als Auseinandersetzung mit dem Nationalsozialismus. Morrien meint, die Autorin habe mit dem Fragment gezeigt, eine Wurzel des Faschismus sei im intim-familiären Bereich auffindbar.

### Textausgaben
Erstveröffentlichung und verwendete Ausgabe
- Der Fall Franza. Unvollendeter Roman. In: Christine Koschel (Hrsg.), Inge von Weidenbaum (Hrsg.), Clemens Münster (Hrsg.): Ingeborg Bachmann. Werke. Dritter Band: Todesarten: Malina und unvollendete Romane. Piper, München 1978, ISBN 3-492-11703-1, S. 339–482. (Band 1702 der Serie Piper)

### Sekundärliteratur
- Otto Bareiss, Frauke Ohloff: Ingeborg Bachmann. Eine Bibliographie. Mit einem Geleitwort von Heinrich Böll. Piper, München 1978, ISBN 3-492-02366-5.
- Peter Beicken: Ingeborg Bachmann. Beck, München 1988, ISBN 3-406-32277-8 (Beck’sche Reihe: Autorenbücher, Bd. 605)
- Dirk Göttsche (Hrsg.), Hubert Ohl (Hrsg.): Ingeborg Bachmann - Neue Beiträge zu ihrem Werk. Internationales Symposium Münster 1991. Königshausen & Neumann, Würzburg 1993, ISBN 3-88479-518-X.
- Sabine Grimkowski: Das zerstörte Ich. Erzählstruktur und Identität in Ingeborg Bachmanns „Der Fall Franza“ und „Malina“. Königshausen & Neumann, Würzburg 1992, ISBN 3-88479-657-7. (Diss. Hamburg 1990)
- Hans Höller: Ingeborg Bachmann. Das Werk. Von den frühesten Gedichten bis zum „Todesarten“-Zyklus. Hain (Athenäums Programm), Frankfurt am Main 1993, ISBN 3-445-08578-1.
- Michael Matthias Schardt (Hrsg.): Über Ingeborg Bachmann. Rezensionen - Porträts - Würdigungen (1952–1992). Rezeptionsdokumente aus vier Jahrzehnten. Igel Verlag, Paderborn 1994, ISBN 3-927104-53-1.
- Bettina Stuber: Zu Ingeborg Bachmann. „Der Fall Franza“ und „Malina“. Schäuble, Rheinfelden (Baden) 1994, ISBN 3-87718-826-5. (Diss. Freiburg im Breisgau 1994)
- Rita Morrien: Weibliches Textbegehren bei Ingeborg Bachmann, Marlen Haushofer und Unica Zürn. Königshausen & Neumann, Würzburg 1996, ISBN 3-8260-1267-4, S. 86–99, S. 109 und S. 119–125.
- Kurt Bartsch: Ingeborg Bachmann. Metzler, Stuttgart 1997, ISBN 3-476-12242-5. (2. Aufl., Sammlung Metzler. Band 242)
- Monika Albrecht: „Es muß erst geschrieben werden“. Kolonisation und magische Weltsicht in Ingeborg Bachmanns Romanfragment „Das Buch Franza“. S. 59–91 in: Monika Albrecht (Hrsg.), Dirk Göttsche (Hrsg.): „Über die Zeit schreiben“. Literatur- und kulturwissenschaftliche Essays zu Ingeborg Bachmanns Todesarten-Projekt. Königshausen & Neumann, Würzburg 1998, ISBN 3-8260-1418-9.
- Mechthild Geesen: Die Zerstörung des Individuums im Kontext des Erfahrungs- und Sprachverlusts in der Moderne. Figurenkonzeption und Erzählperspektive Ingeborg Bachmanns. Schäuble, Rheinfelden 1998, ISBN 3-87718-836-2. (Diss. München 1998)
- Mireille Tabah: Zur Genese einer Figur: Franza. S. 91–106 in: Irene Heidelberger-Leonard (Hrsg.): „Text-Tollhaus für Bachmann-Süchtige?“ Lesarten zur Kritischen Ausgabe von Ingeborg Bachmanns Todesarten-Projekt. Mit einer Dokumentation zur Rezeption in Zeitschriften und Zeitungen. Westdeutscher Verlag, Opladen 1998, ISBN 3-531-13110-9.
- Hans Höller: Ingeborg Bachmann. Reinbek, Rowohlt 1999, ISBN 3-499-50545-2.
- Monika Albrecht (Hrsg.), Dirk Göttsche (Hrsg.): Bachmann-Handbuch. Leben - Werk - Wirkung. Metzler, Stuttgart 2002, ISBN 3-476-01810-5.
- Bettina von Jagow: Ästhetik des Mythischen. Poetologien des Erinnerns im Werk von Ingeborg Bachmann. Böhlau, Köln 2003, ISBN 3-412-06903-5. (Diss. München 2001)
- Joachim Eberhardt: „Es gibt für mich keine Zitate“: Intertextualität im dichterischen Werk Ingeborg Bachmanns. Niemeyer, Tübingen 2002, ISBN 3-484-18165-6 (Diss. Göttingen 2001)
- Sigrid Weigel: Ingeborg Bachmann. Hinterlassenschaften unter Wahrung des Briefgeheimnisses. dtv, München 2003 (Zsolnay, Wien 1999). ISBN 3-423-34035-5, S. 500–506 und S. 516–526.
- Luigi Reitani: „Heimkehr nach Galicien“. Heimat im Werk Ingeborg Bachmanns. Mit einem bisher unveröffentlichten Brief von Jean Améry an Ingeborg Bachmann. S. 31–46 in: Barbara Agnese (Hrsg.), Robert Pichl (Hrsg.): „Topographien einer Künstlerpersönlichkeit. Neue Annäherungen an das Werk Ingeborg Bachmanns. Internationales Symposium Wien 2006.“ Königshausen & Neumann, Würzburg 2009, ISBN 978-3-8260-3711-5.

## Stellung in Bachmanns Gesamtwerk
2009 stellte Monika Szczepaniak über den Blaubart-Mythos eine Verbindung zwischen Ein Schritt nach Gomorrha und Der Fall Franza her.